# Maurice Hartt
Maurice Hartt (15 avril 1895-15 mars 1950) est un avocat et homme politique fédéral et provincial du Québec.

## Biographie
Né à Dorohoi en Roumanie, il immigre au Canada à l'âge de 12 ans. Il étudie à l'Université Queen's de Kingston et est nommé au Barreau du Québec en 1935. Après avoir pratiqué le droit pendant quelques années à Montréal, il reçoit le titre honorifique de Conseiller du roi (CR) en 1942.
Il est élu député libéral la circonscription provinciale de Montréal—Saint-Louis lors des élections de 1939. Réélu en 1944, il démissionne en 1947. Il sera élu député libéral lors d'une élection partielle dans la circonscription de Cartier, déclenchée après que l'élection de l'ouvrier progressiste Fred Rose ait été déclarée invalide. Réélu en 1949, il décéda en fonction en 1950.